# Hapalogenys mucronatus
Hapalogenys mucronatus är en fiskart som först beskrevs av Joseph Fortuné Théodore Eydoux och Souleyet, 1850.  Hapalogenys mucronatus ingår i släktet Hapalogenys och familjen Hapalogenyidae. Inga underarter finns listade i Catalogue of Life.